# Campeonato Europeo de Triatlón de Invierno
El Campeonato Europeo de Triatlón de Invierno es la máxima competición a nivel europeo de triatlón de invierno. Es organizado desde 1998 por la Unión Europea de Triatlón.

## Ediciones
| N.º   | Año  | Sede                | País          |
| ----- | ---- | ------------------- | ------------- |
| I     | 1998 | Malles Venosta      | Italia        |
| II    | 1999 | Malles Venosta      | Italia        |
| III   | 2000 | Donovaly            | Eslovaquia    |
| IV    | 2001 | Lago Achen          | Austria       |
| V     | 2002 | Lago Achen          | Austria       |
| VI    | 2003 | Donovaly            | Eslovaquia    |
| VII   | 2004 | Wildhaus            | Suiza         |
| VIII  | 2005 | Freudenstadt        | Alemania      |
| IX    | 2006 | Schilpario          | Italia        |
| X     | 2007 | Triesenberg         | Liechtenstein |
| XI    | 2008 | Gaishorn am See     | Austria       |
| XII   | 2009 | Látky               | Eslovaquia    |
| XIII  | 2010 | Lygna               | Noruega       |
| XIV   | 2011 | Östersund           | Suecia        |
| XV    | 2012 | Carcoforo           | Italia        |
| XVI   | 2013 | Tartu               | Estonia       |
| XVII  | 2015 | Reinosa             | España        |
| XVIII | 2016 | Otepää              | Estonia       |
| XIX   | 2017 | Otepää              | Estonia       |
| XX    | 2018 | Piano Vetore        | Italia        |
| XXI   | 2019 | Cheile Gradistei    | Rumania       |
| XXII  | 2020 | Cheile Gradistei    | Rumania       |
| XXIII | 2022 | Rotzo               | Italia        |
| XXIV  | 2023 | San Julián de Loria | Andorra       |

## Palmarés

### Masculino
| N.º   | Año  | Sede                             | Oro                           | Plata                             | Bronce                            |
| ----- | ---- | -------------------------------- | ----------------------------- | --------------------------------- | --------------------------------- |
| I     | 1998 | Malles Venosta · ( Italia)       | Paolo Riva · Italia           | Mathias Holzner · Alemania        | Juan Carlos Apilluelo · España    |
| II    | 1999 | Malles Venosta · ( Italia)       | Paolo Riva · Italia           | Juan Carlos Apilluelo · España    | Nicolas Lebrun Francia            |
| III   | 2000 | Donovaly · ( Eslovaquia)         | Paolo Riva · Italia           | Martin Lang · Alemania            | Juan Carlos Apilluelo · España    |
| IV    | 2001 | Lago Achen · ( Austria)          | Paolo Riva · Italia           | Christoph Mauch · Suiza           | Marc Ruhe Liechtenstein           |
| V     | 2002 | Lago Achen · ( Austria)          | Marc Ruhe Liechtenstein       | Christoph Mauch · Suiza           | Nicolas Lebrun Francia            |
| VI    | 2003 | Donovaly · ( Eslovaquia)         | Benjamin Sonntag · Alemania   | Marc Ruhe Liechtenstein           | Thomas Schrenk · Alemania         |
| VII   | 2004 | Wildhaus · ( Suiza)              | Patrik Kuril · Eslovaquia     | Thomas Schrenk · Alemania         | Daniel Hehle · Alemania           |
| VIII  | 2005 | Freudenstadt · ( Alemania)       | Alessandro Degasperi · Italia | Nicolas Lebrun Francia            | Víctor Lobo · España              |
| IX    | 2006 | Schilpario · ( Italia)           | Alf Roger Holme · Noruega     | Arne Post · Noruega               | Daniel Antonioli · Italia         |
| X     | 2007 | Triesenberg ( Liechtenstein)     | Andreas Svanebo · Suecia      | Arne Post · Noruega               | Daniel Antonioli · Italia         |
| XI    | 2008 | Gaishorn am See · ( Austria)     | Andreas Svanebo · Suecia      | Florian Holzinger · Alemania      | Heinz Planitzer · Austria         |
| XII   | 2009 | Látky · ( Eslovaquia)            | Arne Post · Noruega           | Andreas Svanebo · Suecia          | Daniel Antonioli · Italia         |
| XIII  | 2010 | Lygna · ( Noruega)               | Andreas Svanebo · Suecia      | Arne Post · Noruega               | Daniel Antonioli · Italia         |
| XIV   | 2011 | Östersund · ( Suecia)            | Pável Andréiev · Rusia        | Andreas Svanebo · Suecia          | Marek Rauchfuss · República Checa |
| XV    | 2012 | Carcoforo · ( Italia)            | Andreas Svanebo · Suecia      | Daniel Antonioli · Italia         | Nicolas Lebrun Francia            |
| XVI   | 2013 | Tartu ( Estonia)                 | Pável Andréiev · Rusia        | Maxim Kuzmín · Rusia              | Dmitri Bregueda · Rusia           |
| XVII  | 2015 | Reinosa · ( España)              | Pável Andréiev · Rusia        | Yevgueni Kirílov · Rusia          | Dmitri Bregueda · Rusia           |
| XVIII | 2016 | Otepää ( Estonia)                | Pável Andréiev · Rusia        | Maxim Kuzmín · Rusia              | Pável Yakímov · Rusia             |
| XIX   | 2017 | Otepää ( Estonia)                | Pável Andréiev · Rusia        | Oskars Muižnieks Letonia          | Dmitri Bregueda · Rusia           |
| XX    | 2018 | Piano Vetore · ( Italia)         | Pável Andréiev · Rusia        | Marek Rauchfuss · República Checa | Pavel Yakimov · Rusia             |
| XXI   | 2019 | Cheile Gradistei · ( Rumania)    | Dmitri Bregueda · Rusia       | Giuseppe Lamastra · Italia        | Pavel Yakimov · Rusia             |
| XXII  | 2020 | Cheile Gradistei · ( Rumania)    | Pável Andréiev · Rusia        | Giuseppe Lamastra · Italia        | Viorel Palici · Rumania           |
| XXIII | 2022 | Rotzo · ( Italia)                | Pável Andréiev · Rusia        | Pavel Yakimov · Rusia             | Evgueni Uliashev · Rusia          |
| XXIV  | 2023 | San Julián de Loria · ( Andorra) | Franco Pesavento · Italia     | Marek Rauchfuss · República Checa | Alessandro Saravalle · Italia     |

### Femenino
| N.º   | Año  | Sede                             | Oro                               | Plata                                 | Bronce                                |
| ----- | ---- | -------------------------------- | --------------------------------- | ------------------------------------- | ------------------------------------- |
| I     | 1998 | Malles Venosta · ( Italia)       | Karin Möbes · Suiza               | Maud Martin Francia                   | Sigrid Lang · Alemania                |
| II    | 1999 | Malles Venosta · ( Italia)       | Marianne Vlasveld · Países Bajos  | Gabi Pauli · Alemania                 | Karin Möbes · Suiza                   |
| III   | 2000 | Donovaly · ( Eslovaquia)         | Sigrid Lang · Alemania            | Marianne Vlasveld · Países Bajos      | Gabi Pauli · Alemania                 |
| IV    | 2001 | Lago Achen · ( Austria)          | Marianne Vlasveld · Países Bajos  | Sigrid Lang · Alemania                | Gabi Pauli · Alemania                 |
| V     | 2002 | Lago Achen · ( Austria)          | Sigrid Lang · Alemania            | Marianne Vlasveld · Países Bajos      | Jutta Schubert · Alemania             |
| VI    | 2003 | Donovaly · ( Eslovaquia)         | Marianne Vlasveld · Países Bajos  | Sigrid Lang · Alemania                | Jutta Schubert · Alemania             |
| VII   | 2004 | Wildhaus · ( Suiza)              | Sigrid Lang · Alemania            | Gabi Pauli · Alemania                 | Jutta Schubert · Alemania             |
| VIII  | 2005 | Freudenstadt · ( Alemania)       | Sigrid Mutscheller · Alemania     | Marianne Vlasveld · Países Bajos      | Camilla Hott Johansen · Noruega       |
| IX    | 2006 | Schilpario · ( Italia)           | Sigrid Mutscheller · Alemania     | Carina Wasle · Austria                | Camilla Hott Johansen · Noruega       |
| X     | 2007 | Triesenberg ( Liechtenstein)     | Sigrid Mutscheller · Alemania     | Eva Nystrom · Suecia                  | Carina Wasle · Austria                |
| XI    | 2008 | Gaishorn am See · ( Austria)     | Sigrid Mutscheller · Alemania     | Carina Wasle · Austria                | Anke Kullmann · Alemania              |
| XII   | 2009 | Látky · ( Eslovaquia)            | Camilla Hott Johansen · Noruega   | Carina Wasle · Austria                | Tatiana Charochkina · Rusia           |
| XIII  | 2010 | Lygna · ( Noruega)               | Marthe K. Myhre · Noruega         | Hanne Trønnes · Noruega               | Emma Garrard Estados Unidos           |
| XIV   | 2011 | Östersund · ( Suecia)            | Borghild Løvset · Noruega         | Sarka Grabmullerova · República Checa | Tatiana Charochkina · Rusia           |
| XV    | 2012 | Carcoforo · ( Italia)            | Helena Erbenová · República Checa | Borghild Løvset · Noruega             | Andrea Huser · Suiza                  |
| XVI   | 2013 | Tartu ( Estonia)                 | Borghild Løvset · Noruega         | Helena Erbenová · República Checa     | Elisabeth Sveum · Noruega             |
| XVII  | 2015 | Reinosa · ( España)              | Olga Parfinenko · Rusia           | Sarka Grabmullerova · República Checa | Ana Casares · España                  |
| XVIII | 2016 | Otepää ( Estonia)                | Olga Parfinenko · Rusia           | Yulia Surikova · Rusia                | Romana Slavinec · Austria             |
| XIX   | 2017 | Otepää ( Estonia)                | Helena Erbenová · República Checa | Romana Slavinec · Austria             | Yulia Surikova · Rusia                |
| XX    | 2018 | Piano Vetore · ( Italia)         | Yulia Surikova · Rusia            | Nadezhda Belkina · Rusia              | Sarka Grabmullerova · República Checa |
| XXI   | 2019 | Cheile Gradistei · ( Rumania)    | Daria Rogozina · Rusia            | Yulia Surikova · Rusia                | Svetlana Sokolova · Rusia             |
| XXII  | 2020 | Cheile Gradistei · ( Rumania)    | Svetlana Sokolova · Rusia         | Romana Slavinec · Austria             | Yulia Surikova · Rusia                |
| XXIII | 2022 | Rotzo · ( Italia)                | Daria Rogozina · Rusia            | Svetlana Sokolova · Rusia             | Anna Medvedeva · Rusia                |
| XXIV  | 2023 | San Julián de Loria · ( Andorra) | Sandra Mairhofer · Italia         | Carina Wasle · Austria                | Zuzana Michaličková · Eslovaquia      |

## Medallero
- Actualizado hasta San Julián de Loria 2023 (prueba élite individual).[1][2]

| Núm. | País            | Oro | Plata | Bronce | Total |
| ---- | --------------- | --- | ----- | ------ | ----- |
| 1    | Rusia           | 15  | 8     | 13     | 36    |
| 2    | Alemania        | 8   | 8     | 9      | 25    |
| 3    | Italia          | 7   | 3     | 5      | 15    |
| 4    | Noruega         | 6   | 5     | 3      | 14    |
| 5    | Suecia          | 4   | 3     | 0      | 7     |
| 6    | Países Bajos    | 3   | 3     | 0      | 6     |
| 7    | República Checa | 2   | 5     | 2      | 9     |
| 8    | Suiza           | 1   | 2     | 2      | 5     |
| 9    | Liechtenstein   | 1   | 1     | 1      | 3     |
| 10   | Eslovaquia      | 1   | 0     | 1      | 2     |
| 11   | Austria         | 0   | 6     | 3      | 9     |
| 12   | Francia         | 0   | 2     | 3      | 5     |
| 13   | España          | 0   | 1     | 4      | 5     |
| 14   | Letonia         | 0   | 1     | 0      | 1     |
| 15   | Estados Unidos  | 0   | 0     | 1      | 1     |
| 15   | Rumania         | 0   | 0     | 1      | 1     |
|      | TOTAL           | 46  | 46    | 46     | 138   |